# Evelyn Boldrick
Evelyn Boldrick Howard (* 1. Mai 1920 in San Diego, Kalifornien; † 23. Mai 2012 in Needham, Massachusetts) war eine US-amerikanische Badmintonspielerin.

## Karriere
Evelyn Boldrick gewann 1940 den Titel im Dameneinzel bei den offen ausgetragenen US-Meisterschaften. Zwei Jahre später siegte sie noch einmal im Dameneinzel und gewann einen weiteren Titel im Damendoppel mit Janet Wright.

## Sportliche Erfolge
| Saison | Veranstaltung | Disziplin   | Platz | Name                           |
| ------ | ------------- | ----------- | ----- | ------------------------------ |
| 1940   | US Open       | US Open     | 1     | Evelyn Boldrick                |
| 1942   | US Open       | Damendoppel | 1     | Evelyn Boldrick / Janet Wright |
| 1942   | US Open       | Dameneinzel | 1     | Evelyn Boldrick                |